# 12 p.n.e.
| [ Edytuj tabelę ] |                                                                        |
| Król Armenii      | - 20 p.n.e. Tigranes III 8 p.n.e.                                      |
| Król Bosporu      | - 15 p.n.e. Polemon 8 p.n.e.                                           |
| Cesarz Chin       | - 33 p.n.e. Han Chengdi 7 p.n.e.                                       |
| Król Judei        | - 37 p.n.e. Herod Wielki 4 p.n.e.                                      |
| Król Kapadocji    | - 36 p.n.e. Archelaos 17                                               |
| Król Kommageny    | - 20 p.n.e. Mitrydates III 12 p.n.e. - 12 p.n.e. Antioch Filokajsar 17 |
| Władca Korei      | - 19 p.n.e. Yuri 18                                                    |
| Król Mauretanii   | - 25 p.n.e. Juba II 23                                                 |
| Król Nabatei      | - 30 p.n.e. Obodas III 9 p.n.e.                                        |
| Król Paflagonii   | - 36 p.n.e. Dejotar Filadelf 6 p.n.e.                                  |
| Król Partów       | - 37 p.n.e. Fraates IV 3 p.n.e.                                        |
| Cesarz Rzymu      | - 27 p.n.e. Oktawian August 14                                         |
| Król Tracji       | - 18 p.n.e. Reskuporis II 11 p.n.e.                                    |

Rok 12 p.n.e.
stulecia: II wiek p.n.e. ~
I wiek p.n.e. ~
I wiek

lata: 22 p.n.e. «
16 p.n.e. «
15 p.n.e. «
14 p.n.e. «
13 p.n.e. «
12 p.n.e. »
11 p.n.e. »
10 p.n.e. »
9 p.n.e. »
8 p.n.e. »
2 p.n.e.

## Wydarzenia
- 6 marca – cesarz rzymski Oktawian August został wybrany najwyższym kapłanem (pontifex maximus) po śmierci Lepidusa, dotychczasowego piastuna tej godności.

- Budowa ołtarza Augusta i bogini Romy koło Lugdunum, co zapoczątkowało kult cesarzy.
- Druzus Starszy rozpoczął podbój Germanii.
- Tyberiusz podbił Panonię.
- Początek budowy Ara Pacis (Ołtarza Pokoju) w Rzymie.

## Urodzili się
- Marek Waleriusz Messala Barbatus

## Zmarli
- Marek Emiliusz Lepidus, triumwir, konsul rzymski, stronnik Cezara
- Marek Wipsaniusz Agryppa, wódz i polityk rzymski

## Zdarzenia astronomiczne
- widoczna kometa Halleya.